# 第36回東京国際映画祭
第36回東京国際映画祭（だい36かいとうきょうこくさいえいがさい、36th Tokyo International Film Festival）は、2023年（令和5年）10月23日（月）から11月1日（水）までの10日間に渡って東京都内で開催された36回目の東京国際映画祭。ドイツの映画監督であるヴィム・ヴェンダースがコンペティション部門の審査委員長を務めた。最高賞の東京グランプリはペマ・ツェテン監督の中国映画『雪豹』が受賞した。

## 概要
今回は「東京」「国際」「映画」「祭」をきちんと言葉通りに体現できるように「東京から映画の可能性を発信し、多様な世界との交流に貢献する。」というミッション(理念)を掲げて映画祭が行われた。上映会場は日比谷・有楽町・丸の内・銀座エリアをメイン会場とし、複数の劇場及び施設・ホールを使用して実施した。
初日に行われるオープニングセレモニーは前回にひきつづき東京宝塚劇場、クロージングセレモニーは第34回以来となるTOHOシネマズ日比谷のスクリーン12にて行われる。また、初日のレッドカーペットや屋外上映のイベントなどでは東京ミッドタウン日比谷の日比谷ステップ広場にて開催される。オープニング作品は第76回カンヌ国際映画祭で役所広司が男優賞を受賞し、今回のコンペティション部門の審査員長であるヴィム・ヴェンダース監督による『PERFECT DAYS』、クロージング作品は山崎貴監督によるゴジラ70周年記念作品『ゴジラ-1.0』が上映された。ゴジラシリーズが東京国際映画祭で上映されるのは2018年の『GODZILLA 星を喰う者』以来となる。
今回からエントリーされた新作の中からジェンダー平等、環境、貧困、多様性、差別といった現代の重要な社会テーマに向き合った作品を対象に「人や社会・環境を思いやる考え方・行動」=「エシカル」の基本理念に合致する優れた作品を選出するエシカル・フィルム賞を新設した。
黒澤明監督の業績を長く後世に伝え、新たな才能を世に送り出していきたいとの願いから世界の映画界に貢献した映画人、そして映画界の未来を託していきたい映画人に贈られる黒澤明賞は山田洋次、檀ふみ、奈良橋陽子、川本三郎、市山尚三の5名の選考委員による選考の結果、『春江水暖～しゅんこうすいだん』が第20回東京フィルメックスの審査員特別賞を受賞したグー・シャオガンと『愛を語るときに、語らないこと』が第26回東京国際映画祭のワールド・フォーカス部門に出品され、『マルリナの明日』が第18回東京フィルメックス最優秀賞を受賞したモーリー・スリヤの2名が今後、世界の映画文化に大いに貢献することを期待して受賞し、開催期間中の10月31日に帝国ホテルにて授賞式が開催され、それぞれに授与した。
特別功労賞には『古井戸』で第2回の男優賞を受賞し、第18回ではコンペティション部門の審査員長を務め、今回も『満江紅』がガラ・セレクション部門にて上映される中国の映画監督チャン・イーモウが受賞した。
また、今回は映画監督である小津安二郎が生誕120年を祝して特集を組むことから黒沢清、ジャ・ジャンクー、ケリー・ライカートがそれぞれの視点で小津作品を語るシンポジウムの開催や小津の代表作の1つである「東京物語」にオマージュを捧げるようなイメージで今回、映画祭のナビゲーターに就任した安藤桃子と安藤の父である奥田瑛二を撮り下ろしたポスターが採用された。

## 経緯
2023年
- 2月13日、開催日が発表された。
- 4月20日、7月14日までコンペティション部門とアジアの未来部門の作品エントリーの受付を開始した。
- 6月12日、ヴィム・ヴェンダースの審査委員長就任と小津安二郎監督の生誕120周年を祝した特集が発表された。
- 7月5日、9月4日まで「Amazon Prime Video テイクワン賞」の短編作品の作品エントリーの受付を開始した。
- 8月17日、安藤桃子のナビゲーター就任とコシノジュンコがビジュアル監修を務めた映画祭のポスタービジュアルが発表された。
- 8月30日、オープニング作品・クロージング作品が発表された。
- 9月19日、ワールド・フォーカス部門の特集上映、アニメーション部門の上映作品、城定秀夫特集の開催、小津安二郎生誕120年記念企画の詳細が発表された。
- 9月22日、フェスティバルソングにTESTSETによる新曲「Japanalog」の使用が決定し、曲を使用した予告編が解禁した。
- 9月25日、黒澤明賞にグー・シャオガン監督とモーリー・スリヤ監督に決定したことを発表した。
- 9月27日、ラインナップ記者発表会見が行われた。
- 9月27日、29日まで『PERFECT DAYS』、『ゴジラ-1.0』、『正欲』、『わたくしどもは。』、『曖昧な楽園』、『ゴールド・ボーイ』、『首』、『怪物の木こり』、『MY (K)NIGHT マイ・ナイト』、『ほかげ』のチケットの抽選販売が行われた。
- 10月10日、特別功労賞にチャン・イーモウが受賞することを発表した。
- 10月14日、チケットの一般販売が開始された。
- 10月24日、日比谷ステップ広場のステップ広場から日比谷仲通りにかけて敷かれた165mのレッドカーペットと東京宝塚劇場にてオープニングセレモニーが行われた。
- 11月1日、TOHOシネマズ日比谷にてクロージングセレモニーが行われた。

## 上映作品
ワールド・プレミアは世界初上映、インターナショナル・プレミアは製作国以外で初上映、アジアン・プレミアはアジアにて初上映、ジャパン・プレミアは日本初上映、*はエシカル・フィルム賞の対象作となったことを意味する。

### コンペティション
2023年1月以降に完成した長編映画を対象に、114の国と地域から1,942本の応募作品の中から、選出された15本の作品を上映し、国際的な映画人で構成される審査委員のもと、クロージングセレモニーで各賞が決定される。
| 上映題 （劇場公開題・DVD題）                                           | 英語題 （原題）                      | 監督                              | 製作国                         | 備考                                                                      | 出典        |
| ---------------------------------------------------------------------- | ------------------------------------ | --------------------------------- | ------------------------------ | ------------------------------------------------------------------------- | ----------- |
| 正欲                                                                   | (Ab)normal Desire (正欲)             | 岸善幸                            | 日本                           | ワールド・プレミア上映 2023年11月10日に日本で劇場公開                     | [ 上映 1 ]  |
| エア                                                                   | Air (Воздух)                         | アレクセイ・ゲルマン・ジュニア    | ロシア                         | ワールド・プレミア上映                                                    | [ 上映 2 ]  |
| 真昼の女                                                               | Blind at Heart (Die Mittagsfrau)     | バルバラ・アルベルト              | ドイツ スイス ルクセンブルク   | インターナショナル・プレミア上映                                          | [ 上映 3 ]  |
| 西湖畔に生きる                                                         | Dwelling by the West Lake (草木人间) | グー・シャオガン                  | 中国                           | ワールド・プレミア上映 国際交流基金共催上映 2024年9月27日に日本で劇場公開 | [ 上映 4 ]  |
| 曖昧な楽園                                                             | A Foggy Paradise (曖昧な楽園)        | 小辻陽平                          | 日本                           | ワールド・プレミア上映 2023年11月18日に日本で劇場公開                     | [ 上映 5 ]  |
| ゴンドラ                                                               | Gondola                              | ファイト・ヘルマー                | ドイツ ジョージア              | ワールド・プレミア上映 2024年11月1日に日本で劇場公開                      | [ 上映 6 ]  |
| 野獣のゴスペル                                                         | The Gospel of the Beast              | シェロン・ダヨック                | フィリピン                     | ワールド・プレミア上映 国際交流基金共催上映                               | [ 上映 7 ]  |
| ロングショット                                                         | A Long Shot (老枪)                   | ガオ・ポン                        | 中国                           | ワールド・プレミア上映                                                    | [ 上映 8 ]  |
| ペルシアン・バージョン (ペルシアン・バージョン 娘が好きになれないワケ) | The Persian Version                  | マリアム・ケシャヴァルズ          | アメリカ合衆国                 | アジアン・プレミア上映 2024年5月29日に日本で配信開始                      | [ 上映 9 ]  |
| ロクサナ                                                               | Roxana                               | パルヴィズ・シャーバズィ          | イラン                         | ワールド・プレミア上映                                                    | [ 上映 10 ] |
| 鳥たちへの説教                                                         | Sermon to the Birds (Quşlara Xütbə)  | ヒラル・バイダロフ                | アゼルバイジャン               | ワールド・プレミア上映                                                    | [ 上映 11 ] |
| 開拓者たち                                                             | The Settlers (Los colonos)           | フェリペ・ガルベス                | チリ · アルゼンチン · オランダ | アジアン・プレミア上映                                                    | [ 上映 12 ] |
| 雪豹                                                                   | Snow Leopard (雪豹)                  | ペマ・ツェテン                    | 中国                           | アジアン・プレミア上映                                                    | [ 上映 13 ] |
| タタミ (TATAMI)                                                        | Tatami                               | ザール・アミール ガイ・ナッティヴ | ジョージア アメリカ合衆国      | アジアン・プレミア上映 2025年2月28日に日本で劇場公開                      | [ 上映 14 ] |
| わたくしどもは。                                                       | Who Were We? (わたくしどもは。)      | 富名哲也                          | 日本                           | ワールド・プレミア上映 2024年5月31日に日本で劇場公開                      | [ 上映 15 ] |

### アジアの未来
長編3本目までのアジアの新鋭監督の作品を世界に先駆けて上映するアジア・コンペティション部門。すべてワールド・プレミア上映の10作品を上映し、最優秀作品には「アジアの未来 作品賞」を決定する。
| 上映題 （劇場公開題・DVD題） | 英語題 （原題）                                | 監督                           | 製作国                         | 備考                                                 | 出典        |
| ---------------------------- | ---------------------------------------------- | ------------------------------ | ------------------------------ | ---------------------------------------------------- | ----------- |
| 離れていても                 | Fly Me to the Moon (但願人長久)                | サーシャ・チョク               | 香港                           | ワールド・プレミア上映                               | [ 上映 16 ] |
| ラ・ルナ                     | La Luna                                        | M・ライハン・ハリム            | シンガポール マレーシア        | ワールド・プレミア上映 国際交流基金共催上映          | [ 上映 17 ] |
| マディーナ                   | Madina (Мадина)                                | アイジャン・カッセィムベック   | カザフスタン パキスタン インド | ワールド・プレミア上映                               | [ 上映 18 ] |
| マリア                       | Maria                                          | メヘディ・アスガリ・アズガディ | イラン                         | ワールド・プレミア上映                               | [ 上映 19 ] |
| 家探し                       | Real Estate                                    | アナト・マルツ                 | イスラエル                     | ワールド・プレミア上映                               | [ 上映 20 ] |
| レッドライフ                 | Redlife (เรดไลฟ์)                               | エカラック・ガンナソーン       | タイ                           | ワールド・プレミア上映 国際交流基金共催上映          | [ 上映 21 ] |
| ロシナンテ                   | Rosinante (Balık Kırgını)                      | バラン・ギュンドゥズアルプ     | トルコ                         | ワールド・プレミア上映                               | [ 上映 22 ] |
| 相撲ディーディー             | Sumo Didi                                      | ジャヤント・ローハトギー       | インド                         | ワールド・プレミア上映 国際交流基金共催上映          | [ 上映 23 ] |
| 違う惑星の変な恋人           | Take Me to Another Planet (違う惑星の変な恋人) | 木村聡志                       | 日本                           | ワールド・プレミア上映 2024年1月26日に日本で劇場公開 | [ 上映 24 ] |
| 辰巳                         | Tatsumi (辰巳)                                 | 小路紘史                       | 日本                           | ワールド・プレミア上映 2024年4月20日に日本で劇場公開 | [ 上映 25 ] |

### ガラ・セレクション
今年の世界の国際映画祭で話題になった作品、国際的に知られる巨匠の最新作、本国で大ヒットした娯楽映画など、日本公開前の最新作を14本プレミア上映する。なお、本項目では10本に加えて、オープニング作品とクロージング作品、特別上映を明記する。
| 上映題 （劇場公開題・DVD題）                                   | 英語題 （原題）                               | 監督                           | 製作国                   | 備考                                                                                                | 出典        |
| -------------------------------------------------------------- | --------------------------------------------- | ------------------------------ | ------------------------ | --------------------------------------------------------------------------------------------------- | ----------- |
| PERFECT DAYS                                                   | Perfect Days                                  | ヴィム・ヴェンダース           | 日本                     | オープニング作品 アジアン・プレミア上映 2023年12月22日に日本で劇場公開                              | [ 上映 26 ] |
| ゴジラ-1.0                                                     | Godzilla Minus One (ゴジラ-1.0)               | 山崎貴                         | 日本                     | クロージング作品 2023年11月3日に日本で劇場公開                                                      | [ 上映 27 ] |
| 異人たち                                                       | All of Us Strangers                           | アンドリュー・ヘイ             | イギリス                 | アジアン・プレミア上映 2024年4月19日に日本で劇場公開                                                | [ 上映 28 ] |
| エクソシスト 信じる者                                          | The Exorcist: Believer                        | デヴィッド・ゴードン・グリーン | アメリカ合衆国           | ジャパン・プレミア上映 2023年12月1日に日本で劇場公開                                                | [ 上映 29 ] |
| 満江紅                                                         | Full River Red (满江红)                       | チャン・イーモウ               | 中国                     | ジャパン・プレミア上映                                                                              | [ 上映 30 ] |
| ゴールド・ボーイ                                               | Gold Boy (ゴールド・ボーイ)                   | 金子修介                       | 日本                     | ワールド・プレミア上映 2024年3月8日に日本で劇場公開                                                 | [ 上映 31 ] |
| 緑の夜                                                         | Green Night                                   | ハン・シュアイ                 | 香港                     | ジャパン・プレミア上映 2024年1月19日に日本で劇場公開                                                | [ 上映 32 ] |
| KIDNAPPED (英題) (エドガルド・モルターラ ある少年の数奇な運命) | Kidnapped (Rapito)                            | マルコ・ベロッキオ             | イタリア フランス ドイツ | ジャパン・プレミア上映 2024年4月26日に日本で劇場公開                                                | [ 上映 33 ] |
| 首                                                             | Kubi (首)                                     | 北野武                         | 日本                     | 2023年11月23日に日本で劇場公開                                                                      | [ 上映 34 ] |
| 怪物の木こり                                                   | Lumberjack the Monster (怪物の木こり)         | 三池崇史                       | 日本                     | ジャパン・プレミア上映 2023年12月1日に日本で劇場公開                                                | [ 上映 35 ] |
| ムービー・エンペラー                                           | The Movie Emperor                             | ニン・ハオ                     | 中国                     | ジャパン・プレミア上映                                                                              | [ 上映 36 ] |
| MY (K)NIGHT マイ・ナイト                                       | My (K)Night                                   | 中川龍太郎                     | 日本                     | 2023年12月1日に日本で劇場公開                                                                       | [ 上映 37 ] |
| ネクスト・ゴール・ウィンズ                                     | Next Goal Wins                                | タイカ・ワイティティ           | アメリカ合衆国           | アジアン・プレミア上映 2024年2月23日に日本で劇場公開                                                | [ 上映 38 ] |
| 哀れなるものたち                                               | Poor Things                                   | ヨルゴス・ランティモス         | イギリス                 | ジャパン・プレミア上映 2024年1月26日に日本で劇場公開 第80回ヴェネツィア国際映画祭 金獅子賞 受賞作品 | [ 上映 39 ] |
| ポトフ 美食家と料理人                                          | The Pot-au-Feu (La passion de Dodin Bouffant) | トラン・アン・ユン             | フランス                 | ジャパン・プレミア上映 2023年12月15日に日本で劇場公開                                               | [ 上映 40 ] |
| ほかげ                                                         | Shadow of Fire (ほかげ)                       | 塚本晋也                       | 日本                     | アジアン・プレミア上映 2023年11月25日に日本で劇場公開                                               | [ 上映 41 ] |

#### 特別上映
| 上映題 （劇場公開題・DVD題）        | 英語題 （原題）                             | 監督                     | 製作国              | 備考 | 出典        |
| ----------------------------------- | ------------------------------------------- | ------------------------ | ------------------- | --- | ----------- |
| ナックルガール                      | Knuckle Girl (ナックルガール)               | チャン                   | 日本                | ワールド・プレミア上映 日韓の映画製作の未来特別上映 2023年11月2日にAmazon Prime Videoで配信                                                    | [ 上映 42 ] |
| JFK/新証言 知られざる陰謀【劇場版】 | JFK Revisited: Through the Looking Glass    | オリヴァー・ストーン     | アメリカ合衆国      | ジャパン・プレミア上映 スターチャンネル Presents 『JFK/新証言 知られざる陰謀[劇場版]』プレミア上映 2023年11月17日に日本で劇場公開              | [ 上映 43 ] |
| TOKYO POP 4Kデジタルリマスター版    | Tokyo Pop 4K Digitally Remastered Version   | フラン・ルーベル・クズイ | 日本 アメリカ合衆国 | アジアン・プレミア上映 1988年の作品 上映後に「インディーズ映画の復元と保存の重要性」をテーマにシンポジウムを開催                               | [ 上映 44 ] |
| シュリ <デジタル・リマスター版>     | Shiri <Digitally Remastered Version> (쉬리) | カン・ジェギュ           | 韓国                | 1999年の作品 韓国における日本大衆文化開放25周年特別上映 協賛: 韓国映画振興委員会 協力: 駐日韓国大使館 韓国文化院 2024年9月13日に日本で劇場公開 | [ 上映 45 ] |
| Love Letter                         | Love Letter                                 | 岩井俊二                 | 日本                | 1995年の作品 韓国における日本大衆文化開放25周年特別上映 協賛: 韓国映画振興委員会 協力: 駐日韓国大使館 韓国文化院                               | [ 上映 46 ] |
| オズの魔法使 ドルビーシネマ版       | The Wizard of Oz                            | ビクター・フレミング     | アメリカ合衆国      | ジャパン・プレミア上映 1939年の作品 ワーナー・ブラザース創立100周年記念『オズの魔法使』ドルビーシネマ版 日本初上映 協力: Dolby Japan 株式会社  | [ 上映 47 ] |

### ワールド・フォーカス
多彩な特集上映とともに現在の世界の映画界の潮流を示す作品を上映する。
| 上映題 （劇場公開題・DVD題）                                                    | 英語題 （原題）                | 監督                     | 製作国                                                               | 備考 | 出典                    |
| ------------------------------------------------------------------------------- | ------------------------------ | ------------------------ | -------------------------------------------------------------------- | --- | ----------------------- |
| 耳をかたむけて (来し方 行く末)                                                  | All Ears (不虚此行)            | リュウ・ジャイン         | 中国                                                                 | ジャパン・プレミア上映 2025年4月25日に日本で劇場公開 上海国際映画祭推薦 第25回上海国際映画祭コンペティション部門監督賞受賞 | [ 上映 48 ]             |
| アンゼルム (アンゼルム "傷ついた世界"の芸術家)                                  | Anselm                         | ヴィム・ヴェンダース     | ドイツ                                                               | ジャパン・プレミア上映 2024年6月21日に日本で劇場公開                                                                       | [ 上映 49 ]             |
| ダンテ                                                                          | Dante                          | プピ・アヴァティ         | イタリア                                                             | ジャパン・プレミア上映 | [ 上映 50 ]             |
| 湖の紛れもなき事実                                                              | Essential Truths of the Lake   | ラヴ・ディアス           | フィリピン フランス ポルトガル シンガポール イタリア スイス イギリス | ジャパン・プレミア上映 第76回ロカルノ国際映画祭 最優秀男優賞受賞作品                                                       | [ 上映 51 ]             |
| 漁師 *                                                                          | The Fisher                     | ポール・ソリアーノ       | フィリピン                                                           | ジャパン・プレミア上映 国際交流基金共催上映                                                                                | [ 上映 52 ]             |
| 愛は銃                                                                          | Love Is a Gun (爱是一把枪)     | リー・ホンチー           | 香港 台湾                                                            | アジアン・プレミア上映 第80回ヴェネツィア国際映画祭 ルイジ・デ・ラウレンティス賞 受賞作品                                  | [ 上映 53 ]             |
| メイ                                                                            | May (梅的白天和黑夜)           | ルオ・ドン               | 中国                                                                 | インターナショナル・プレミア上映 上海国際映画祭推薦 第25回上海国際映画祭 アジア若手監督コンペティション部門監督賞受賞      | [ 上映 54 ]             |
| メニュー・プレジール～レ・トロワグロ (原題) (至福のレストラン/三つ星トロワグロ) | Menus-Plaisirs – Les Troisgros | フレデリック・ワイズマン | フランス アメリカ合衆国                                              | ジャパン・プレミア上映 2024年8月23日に日本で劇場公開                                                                       | [ 上映 55 ]             |
| ミュージック                                                                    | Music                          | アンゲラ・シャーネレク   | ドイツ フランス セルビア                                             | ジャパン・プレミア上映 2024年12月13日に日本で劇場公開 第73回ベルリン国際映画祭 銀熊賞受賞                                  | [ 上映 56 ]             |
| パッセージ                                                                      | Passages                       | アイラ・サックス         | フランス                                                             | ジャパン・プレミア上映 | [ 上映 57 ]             |
| Somebody Comes into the Light                                                   | Somebody Comes into the Light  | ヴィム・ヴェンダース     | 日本                                                                 | ワールド・プレミア上映 『アンゼルム』『ミュージック』上映時に併映                                                          | [ 上映 49 ] [ 上映 56 ] |

#### 第20回ラテンビート映画祭 IN TIFF
第32回から5年連続となる「ラテンビート映画祭」とのコラボレーションで、スペインや中南米の秀作も上映する。
| 上映題 （劇場公開題・DVD題）        | 英語題 （原題）                             | 監督                   | 製作国                                          | 備考 | 出典        |
| ----------------------------------- | ------------------------------------------- | ---------------------- | ----------------------------------------------- | --- | ----------- |
| 犯罪者たち                          | The Delinquents (Los Delincuentes)          | ロドリゴ・モレノ       | アルゼンチン · ブラジル · ルクセンブルク · チリ | ジャパン・プレミア上映                                                                                  | [ 上映 58 ] |
| 魔術                                | Sorcery (Brujería)                          | クリストファー・マレー | チリ · メキシコ · ドイツ                        | ジャパン・プレミア上映                                                                                  | [ 上映 59 ] |
| ストレンジ・ウェイ・オブ・ライフ    | Strange Way of Life (Extraña Forma de Vida) | ペドロ・アルモドバル   | スペイン フランス                               | アジアン・プレミア上映 2024年7月12日に日本で劇場公開                                                    | [ 上映 60 ] |
| Totem (原題) (夏の終わりに願うこと) | Totem (Tótem)                               | リラ・アヴィレス       | メキシコ · デンマーク · フランス                | ジャパン・プレミア上映 第73回ベルリン国際映画祭 エキュメニカル審査員賞受賞 2024年8月9日に日本で劇場公開 | [ 上映 61 ] |
| ひとつの愛                          | Un Amor                                     | イザベル・コイシェ     | スペイン                                        | ジャパン・プレミア上映                                                                                  | [ 上映 62 ] |

#### 台湾電影ルネッサンス2023
第33回以来3回ぶりとなる台湾映画の特集。
| 上映題 （劇場公開題・DVD題）              | 英語題 （原題）                       | 監督                 | 製作国 | 備考                                                           | 出典        |
| ----------------------------------------- | ------------------------------------- | -------------------- | ------ | -------------------------------------------------------------- | ----------- |
| 成功補習班 (台北アフタースクール)         | After School (成功補習班)             | ラン・ジェンロン     | 台湾   | インターナショナル・プレミア上映 2024年7月26日に日本で劇場公開 | [ 上映 63 ] |
| ミス・シャンプー                          | Miss Shampoo (請問，還有哪裡需要加強) | ギデンズ・コー       | 台湾   | ジャパン・プレミア上映                                         | [ 上映 64 ] |
| Old Fox (オールド・フォックス 11歳の選択) | Old Fox (老狐狸)                      | シャオ・ヤーチュエン | 台湾   | ワールド・プレミア上映 2024年6月14日に日本で劇場公開           | [ 上映 65 ] |
| 青春の反抗                                | Who'll Stop the Rain (青春並不溫柔)   | スー・イーシュエン   | 台湾   | インターナショナル・プレミア上映 2024年3月8日に日本で劇場公開  | [ 上映 66 ] |

#### アジアン・シネラマ - 香港フォーカス
アジアン・フィルム・アワード・アカデミーとの共催による香港映画の特集。
| 上映題 （劇場公開題・DVD題）                | 英語題 （原題）                                              | 監督               | 製作国 | 備考                                                                                     | 出典        |
| ------------------------------------------- | ------------------------------------------------------------ | ------------------ | ------ | ---------------------------------------------------------------------------------------- | ----------- |
| 2046                                        | 2046                                                         | ウォン・カーウァイ | 香港   | 2004年の映画 2004年10月23日に日本で劇場公開 上映後にトニー・レオンがマスタークラスに登壇 | [ 上映 67 ] |
| 白日の下                                    | In Broad Daylight (白日之下)                                 | ローレンス・カン   | 香港   | ジャパン・プレミア上映                                                                   | [ 上映 68 ] |
| 年少日記                                    | Time Still Turns the Pages (年少日記)                        | ニック・チェク     | 香港   | ジャパン・プレミア上映 2025年6月6日に日本で劇場公開                                      | [ 上映 69 ] |
| バイタル・サイン                            | Vital Signs (送院途中)                                       | ヴィンシー・チェク | 香港   | ジャパン・プレミア上映                                                                   | [ 上映 70 ] |
| 烈火青春 <4Kレストア版ディレクターズカット> | Nomad (4K Restored Director's Cut) (≪烈火青春≫ 4K修復導演版) | パトリック・タム   | 香港   | ジャパン・プレミア上映 1982年の作品 映画祭では2Kでの上映                                 | [ 上映 71 ] |

#### 生誕100周年記念フランコ・ゼフィレッリ特集
イタリア文化省映画・オーディオビジュアル総局 / Cinecittàとの共催による2023年に生誕100周年を迎えたイタリアの映画監督フランコ・ゼフィレッリの特集。
| 上映題 （劇場公開題・DVD題）                      | 英語題 （原題）                                     | 監督                   | 製作国                                                 | 製作年 | 備考 | 出典        |
| ------------------------------------------------- | --------------------------------------------------- | ---------------------- | ------------------------------------------------------ | ------ | ---- | ----------- |
| トラヴィアータ/1985・椿姫<デジタル・リマスター版> | La Traviata <Digitally Remastered Version>          | フランコ・ゼフィレッリ | イタリア                                               | 1983   |      | [ 上映 72 ] |
| 尼僧の恋/マリアの涙 <修復版>                      | Sparrow <Restored Version> (Storia di una capinera) | フランコ・ゼフィレッリ | イタリア 日本                                          | 1994   |      | [ 上映 73 ] |
| 永遠のマリア・カラス <デジタルリマスター版>       | Callas Forever <Digitally Remasterd Version>        | フランコ・ゼフィレッリ | イタリア · フランス · スペイン · イギリス · ルーマニア | 2002   |      | [ 上映 74 ] |

#### バスク映画特集
エチェパレ・バスク・インスティテュートとの共催、サン・セバスチャン映画祭の協力によるスペインのバスク地方の映画にまつわる特集。
| 上映題 （劇場公開題・DVD題）          | 英語題 （原題）                                  | 監督                                    | 製作国                       | 備考                                                                                        | 出典        |
| ------------------------------------- | ------------------------------------------------ | --------------------------------------- | ---------------------------- | ------------------------------------------------------------------------------------------- | ----------- |
| 20000種のハチ (仮題) * (ミツバチと私) | 20000 Species of Bees (20000 Especies de Abejas) | エスティバリス・ウレソラ・ソラグレン    | スペイン                     | ジャパン・プレミア上映 第73回ベルリン国際映画祭 主演俳優賞受賞 2024年1月5日に日本で劇場公開 | [ 上映 75 ] |
| ディープ・ブレス 女性映画監督たち     | A Deep Breath, Women Filmmakers (Arnasa Betean)  | ベルタ・ガステルメンディ ロサ・スフィア | バスク州                     | インターナショナル・プレミア上映                                                            | [ 上映 76 ] |
| 女性たちの中で                        | In the Company of Women (Las buenas compañías)   | シルビア・ムント                        | スペイン                     | ジャパン・プレミア上映 第26回マラガ映画祭 若手審査員賞受賞                                  | [ 上映 77 ] |
| ライ麦のツノ                          | The Rye Horn (O corno)                           | ハイオネ・カンボルダ                    | スペイン ポルトガル ベルギー | ジャパン・プレミア上映                                                                      | [ 上映 78 ] |
| スルタナの夢                          | Sultana's Dream (El sueño de la Sultana)         | イサベル・エルゲラ                      | スペイン ドイツ              | アジアン・プレミア上映                                                                      | [ 上映 79 ] |

### Nippon Cinema Now
この1年の日本映画を対象に、特に海外に紹介されるべき日本映画という観点から選考された作品を上映する部門。
| 上映題                     | 英語題                   | 監督       | 製作国                                          | 備考                                                  | 出典        |
| -------------------------- | ------------------------ | ---------- | ----------------------------------------------- | ----------------------------------------------------- | ----------- |
| 市子                       | Ichiko                   | 戸田彬弘   | 日本                                            | ジャパン・プレミア上映 2023年12月8日に日本で劇場公開  | [ 上映 80 ] |
| かぞく                     | Family                   | 澤寛       | 日本                                            | ワールド・プレミア上映 2023年11月3日に日本で劇場公開  | [ 上映 81 ] |
| 彼方のうた                 | Following the Sound      | 杉田協士   | 日本                                            | ジャパン・プレミア上映 2024年1月5日に日本で劇場公開   | [ 上映 82 ] |
| 99%、いつも曇り            | 99% Cloudy... Always     | 瑚海みどり | 日本                                            | ワールド・プレミア上映 2023年12月15日に日本で劇場公開 | [ 上映 83 ] |
| 小学校～それは小さな社会～ | The Making of a Japanese | 山崎エマ   | 日本 · アメリカ合衆国 · フィンランド · フランス | ワールド・プレミア上映 2024年12月13日に日本で劇場公開 | [ 上映 84 ] |
| 左手に気をつけろ           | Keep Your Left Hand Down | 井口奈己   | 日本                                            | ワールド・プレミア上映 2024年6月8日に日本で劇場公開   | [ 上映 85 ] |
| Ryuichi Sakamoto｜Opus     | Ryuichi Sakamoto｜Opus   | 空音央     | 日本                                            | 2024年5月10日に日本で劇場公開                         | [ 上映 86 ] |

#### 監督特集 映画の職人 城定秀夫という稀有な才能
様々なジャンルの映画で精力的に活躍する城定秀夫監督の作品4本を特集上映。
| 上映題 （劇場公開題・DVD題） | 英語題                     | 監督     | 製作国 | 製作年 | 備考 | 出典        |
| ---------------------------- | -------------------------- | -------- | ------ | ------ | ---- | ----------- |
| 銀平町シネマブルース         | Twilight Cinema Blues      | 城定秀夫 | 日本   | 2022   |      | [ 上映 87 ] |
| ビリーバーズ                 | Believers                  | 城定秀夫 | 日本   | 2022   |      | [ 上映 88 ] |
| 愛なのに                     | Love Nonetheless           | 城定秀夫 | 日本   | 2021   |      | [ 上映 89 ] |
| アルプススタンドのはしの方   | On The Edge of Their Seats | 城定秀夫 | 日本   | 2019   |      | [ 上映 90 ] |

### アニメーション
前回までの「ジャパニーズ・アニメーション」部門がコンセプトも新たに再スタートし、「ビジョンの交差点」と題して海外での話題作も取り上げ、国内の最新作と合わせて9作品の上映とレトロスペクティブとして「海外映画祭と監督」というテーマで、海外映画祭で賞に輝いた監督の作品を3作品を上映。
| 上映題                         | 英語題 （原題）                                                     | 監督                                        | 製作国                           | 備考 | 出典        |
| ------------------------------ | ------------------------------------------------------------------- | ------------------------------------------- | -------------------------------- | --- | ----------- |
| アートカレッジ 1994            | Art College 1994 (艺术学院)                                         | リウ・ジエン                                | 中国                             | ジャパン・プレミア上映                                                                                      | [ 上映 91 ] |
| BLUE GIANT                     | Blue Giant                                                          | 立川譲                                      | 日本                             | 2023年2月17日に日本で劇場公開                                                                               | [ 上映 92 ] |
| リンダはチキンがたべたい!      | Chicken for Linda! (Linda veut du poulet!)                          | キアラ・マルタ セバスチャン・ローデンバック | フランス イタリア                | ジャパン・プレミア上映 2024年4月12日に日本で劇場公開 第47回アヌシー国際アニメーション映画祭クリスタル賞受賞 | [ 上映 93 ] |
| 北極百貨店のコンシェルジュさん | The Concierge (北極百貨店のコンシェルジュさん)                      | 板津匡覧                                    | 日本                             | 2023年10月20日に日本で劇場公開                                                                              | [ 上映 94 ] |
| 深海レストラン                 | Deep Sea (深海)                                                     | ティエン・シャオポン                        | 中国                             | ジャパン・プレミア上映                                                                                      | [ 上映 95 ] |
| 駒田蒸留所へようこそ           | Komada -A Whisky Family- (駒田蒸留所へようこそ)                     | 吉原正行                                    | 日本                             | 2023年11月10日に日本で劇場公開                                                                              | [ 上映 96 ] |
| かがみの孤城                   | Lonely Castle in the Mirror (かがみの孤城)                          | 原恵一                                      | 日本                             | 2022年12月23日に日本で劇場公開                                                                              | [ 上映 97 ] |
| ロボット・ドリームズ           | Robot Dreams                                                        | パブロ・ベルヘル                            | スペイン フランス                | ジャパン・プレミア上映 2024年11月8日に日本で劇場公開                                                        | [ 上映 98 ] |
| トニーとシェリーと魔法の光     | Tony, Shelly, and the Magic Light (Tonda, Slávka a kouzelné světlo) | フィリップ・ポシヴァチュ                    | チェコ · スロバキア · ハンガリー | アジアン・プレミア上映                                                                                      | [ 上映 99 ] |

#### 海外映画祭と監督
| 上映題                               | 英語題                                          | 監督       | 製作国 | 製作年 | 備考                                                                        | 出典         |
| ------------------------------------ | ----------------------------------------------- | ---------- | ------ | ------ | --------------------------------------------------------------------------- | ------------ |
| この世界の (さらにいくつもの) 片隅に | In This Corner (and Other Corners) of the World | 片渕須直   | 日本   | 2019   | 片渕須直監督最新作『つるばみ色のなぎ子たち』パイロット映像の特別上映つき    | [ 上映 100 ] |
| 夜明け告げるルーのうた               | Lu Over the Wall                                | 湯浅政明   | 日本   | 2017   | 第41回アヌシー国際アニメーション映画祭クリスタル賞受賞                      | [ 上映 101 ] |
| 音楽                                 | On-Gaku: Our Sound                              | 岩井澤健治 | 日本   | 2019   | 第43回オタワ国際アニメーション映画祭長編コンペティション部門 グランプリ受賞 | [ 上映 102 ] |

#### アニメ・シンポジウム
| イベント題                 | 英語題                                | 登壇者                                                                                   | 備考                     | 出典         |
| -------------------------- | ------------------------------------- | ---------------------------------------------------------------------------------------- | ------------------------ | ------------ |
| 青年を描くアニメーション   | Portrayal of Youth in Animation       | フィリップ・ポシヴァチュ 岩井澤健治 立川譲 ヤン・チェン 吉原正行 (モデレーター) 藤津亮太 | 事前申し込み制の入場無料 | [ 上映 103 ] |
| アニメーション表現の可能性 | Possibilities of Animation Expression | 原恵一 板津匡覧 片渕須直 パブロ・ベルヘル (モデレーター) 藤津亮太                        | 事前申し込み制の入場無料 | [ 上映 104 ] |

### 日本映画クラシックス
没後40年を迎える山本薩夫監督のデジタルリマスターされた2作品とサイレント映画の傑作として知られる『雄呂血』のデジタルリマスター版を上映。
| 上映題                    | 英語題                                              | 監督       | 製作国 | 製作年 | 備考                                              | 出典         |
| ------------------------- | --------------------------------------------------- | ---------- | ------ | ------ | ------------------------------------------------- | ------------ |
| 白い巨塔 4Kデジタル修復版 | The Great White Tower 4K Digitally Restored Version | 山本薩夫   | 日本   | 1966   | ワールド・プレミア上映                            | [ 上映 105 ] |
| 忍びの者                  | A Band of Assasins                                  | 山本薩夫   | 日本   | 1962   |                                                   | [ 上映 106 ] |
| 雄呂血 <4Kデジタル修復版> | Orochi [4K Digital Restoration]                     | 二川文太郎 | 日本   | 1925   | ワールド・プレミア上映 坂本頼光による活弁上映付き | [ 上映 107 ] |

### ユース
少年少女に映画の素晴らしさを体験してもらう部門で、「TIFFティーンズ映画教室」は真利子哲也監督を特別講師に招き、中学生たちが限られた時間の中で映画を作り、その成果をスクリーンで発表する。「TIFFチルドレン」はサイレント映画の名作を第31回（2018年）より続いている声優としても活躍している弁士の山崎バニラによる大正琴やピアノの弾き語り活弁を行うパフォーマンス付きでお届けし、「TIFFティーンズ」は国際映画祭で評価された作品の中から高校生世代に刺激を受けてもらいたい秀作を上映する。

#### TIFFティーンズ
| 上映題 （劇場公開題・DVD題） | 英語題 （原題） | 監督 | 製作国                       | 備考                                                                                          | 出典         |
| --- | --- | --- | ---------------------------- | --------------------------------------------------------------------------------------------- | ------------ |
| 私たちの世界 | Phantom Youth (Bota Jonë) | ルアナ・バイラミ | コソボ フランス              | ジャパン・プレミア上映                                                                        | [ 上映 108 ] |
| パワー・アレイ * | Power Alley (Levante) | リラ・ハラ | ブラジル フランス ウルグアイ | アジアン・プレミア上映                                                                        | [ 上映 109 ] |
| 白い小船 | A Song Sung Blue (小白船) | ゴン・ズーハン | 中国                         | ジャパン・プレミア上映                                                                        | [ 上映 110 ] |
| TIFFティーンズ映画教室2023 - 『かえして』（10分） - 『もう悲しみをはなさないで』（12分） - 『あの夏、孤独と共に』（10分） - 『映画が生まれるとき～TIFFティーンズ映画教室2023～』（40分）                      | TIFF 2023: Teens Meet Cinema - I Need It Back - Don't Let Your Sorrow Go - That Summer, with Loneliness - "When a Film is Born" Making of TIFF 2023: Teens Meet Cinema | 赤チーム 青チーム 黄チーム 髙橋壮太                                                                                                  | 日本                         | ワールド・プレミア上映 共催: 東京都 企画運営: 一般社団法人こども映画教室 特別講師: 真利子哲也 | [ 上映 111 ] |
| 映画教育国際シンポジウム2023～海外の事例から次のステップにむけて - 世界の中高生が制作した映画の上映 - 映画教育専門家による事例発表 - パネルディスカッション「映画教育の、社会的意義と映画産業における可能性」 | International Symposium on Film Education 2023: Toward the Next Steps from Overseas Case Studies                                                                       | (登壇者) ナタリー・ブルジョア エミリー・チャン ジェイミー・チェンバース ヴァニャ・カルジェルチッチ 諏訪敦彦 土肥悦子 (司会) 冨田美香 |                              | 事前申し込み制の入場無料 共催: 国立映画アーカイブ 企画運営: 一般社団法人こども映画教室        | [ 上映 112 ] |

#### TIFFチルドレン
| 上映題 （劇場公開題・DVD題） | 英語題 （原題） | 監督                               | 製作国              | 備考                                                   | 出典         |
| --- | --- | ---------------------------------- | ------------------- | ------------------------------------------------------ | ------------ |
| 山崎バニラの活弁小絵巻 2023 - 『突貫小僧 マーヴェルグラフ版』（1929年/21分） - 『ちびっ子ギャングの突貫ガラクタ列車』（1924年/21分） - 『ちびっ子ギャングのホット・クリスマス』（1926年/20分） | Special Voice Performance by Yamazaki Vanilla - A Straightforward Boy Marvelgraph version - The Sun Down Limited - Good Cheer | 小津安二郎 ロバート・F・マクガワン | 日本 アメリカ合衆国 | 山崎バニラが大正琴やピアノの弾き語り活弁をする上映付き | [ 上映 113 ] |

### TIFFシリーズ
TV放映、インターネット配信などを目的に製作されたシリーズものの秀作を日本国内での公開に先駆け、スクリーンで上映する部門。
| 上映題 （劇場公開題・DVD題） | 英語題 （原題）                                                                       | 監督                       | 製作国 | 備考                                                                                        | 出典                      |
| --- | ------------------------------------------------------------------------------------- | -------------------------- | ------ | ------------------------------------------------------------------------------------------- | ------------------------- |
| 連続ドラマW OZU ～小津安二郎が描いた物語～ - 第一話 出来ごころ（46分） - 第二話 生れてはみたけれど（54分） - 第三話 非常線の女（54分） | Ozu - Episode 1 Passing Fancy - Episode 2 I Was Born, But... - Episode 3 Dragnet Girl | 城定秀夫 吉田康弘 松本優作 | 日本   | ワールド・プレミア上映 第一話 + 第二話、第一話 + 第三話で上映 2023年11月12日よりWOWOWで放送 | [ 上映 114 ] [ 上映 115 ] |
| 平原のモーセ | Why Try to Change Me Now                                                              | チャン・ダーレイ           | 中国   | 全6話（計432分）を上映                                                                      | [ 上映 116 ]              |

### 小津安二郎生誕120年記念企画 "SHOULDERS OF GIANTS"
2023年は小津安二郎監督の生誕120年、没後60年の記念すべき年にあたることからワールド・プレミアを含む小津作品のデジタル修復版16作品を上映する特集上映、ヴィム・ヴェンダースが愛する小津作品『お早よう』の上映と黒沢清、ジャ・ジャンクー、ケリー・ライカートといった世界的に活躍する映画監督によるシンポジウムを行うイベント、『PERFECT DAYS』の出演・関係者が小津作品について語り合い、特別ゲストによるスペシャルミニライブが行われるJ-WAVEによる公開収録、中井貴惠が出演、松本峰明が演奏する朗読劇、小津監督の初期作品群をすべて英語字幕付き35ミリプリントで上映する国立映画アーカイブによる特集上映が行われた。

#### 小津安二郎生誕120年特集上映
| 上映題                                             | 英語題                                                       | 監督       | 製作国 | 製作年 | 備考                                                                 | 出典         |
| -------------------------------------------------- | ------------------------------------------------------------ | ---------- | ------ | ------ | -------------------------------------------------------------------- | ------------ |
| 非常線の女 4Kデジタル修復版                        | Dragnet Girl 4K Digitally Restored Version                   | 小津安二郎 | 日本   | 1933   | ジャパン・プレミア上映 黒田卓也による生演奏付き上映                  | [ 上映 117 ] |
| 大人の見る繪本 生れてはみたけれど 4Kデジタル修復版 | I Was Born, But... 4K Digitally Restored Version             | 小津安二郎 | 日本   | 1932   | ワールド・プレミア上映                                               | [ 上映 118 ] |
| 父ありき 4Kデジタル修復版                          | There Was a Father 4K Digitally Restored Version             | 小津安二郎 | 日本   | 1942   | アジアン・プレミア上映                                               | [ 上映 119 ] |
| 長屋紳士録 4Kデジタル修復版                        | Record of a Tenement Gentleman 4K Digitally Restored Version | 小津安二郎 | 日本   | 1947   | アジアン・プレミア上映 『菊五郎の鏡獅子 4Kデジタル修復版』と同時上映 | [ 上映 120 ] |
| 菊五郎の鏡獅子 4Kデジタル修復版                    | Kagamijishi 4K Digitally Restored Version                    | 小津安二郎 | 日本   | 1935   | アジアン・プレミア上映 『長屋紳士録 4Kデジタル修復版』と同時上映     | [ 上映 120 ] |
| 風の中の牝雞 4Kデジタル修復版                      | A Hen in the Wind 4K Digitally Restored Version              | 小津安二郎 | 日本   | 1948   | ジャパン・プレミア上映                                               | [ 上映 121 ] |
| 宗方姉妹 4Kデジタルリマスター版                    | The Munekata Sisters 4K Digitally Remastered Version         | 小津安二郎 | 日本   | 1950   | ジャパン・プレミア上映                                               | [ 上映 122 ] |
| 小早川家の秋 4Kデジタルリマスター版                | The End of Summer 4K Digitally Remastered Version            | 小津安二郎 | 日本   | 1961   | アジアン・プレミア上映                                               | [ 上映 123 ] |
| 晩春 4Kデジタル修復版                              | The End of Summer 4K Digitally Remastered Version            | 小津安二郎 | 日本   | 1949   | 映画祭では2Kでの上映                                                 | [ 上映 124 ] |
| 麥秋 4Kデジタル修復版                              | Early Summer 4K Digitally Restored Version                   | 小津安二郎 | 日本   | 1951   |                                                                      | [ 上映 125 ] |
| 東京物語 4Kデジタル修復版                          | Tokyo Story 4K Digitally Restored Version                    | 小津安二郎 | 日本   | 1953   | 映画祭では2Kでの上映                                                 | [ 上映 126 ] |
| 東京暮色 4Kデジタル修復版                          | Tokyo Twilight 4K Digitally Restored Version                 | 小津安二郎 | 日本   | 1957   |                                                                      | [ 上映 127 ] |
| 彼岸花 デジタル修復版                              | Equinox Flower Digitally Restored Version                    | 小津安二郎 | 日本   | 1958   |                                                                      | [ 上映 128 ] |
| 浮草 4Kデジタル修復版                              | Floating Weeds 4K Digitally Restored Version                 | 小津安二郎 | 日本   | 1959   | 映画祭では2Kでの上映                                                 | [ 上映 129 ] |
| 秋日和 デジタル修復版                              | Late Autumn Digitally Restored Version                       | 小津安二郎 | 日本   | 1960   |                                                                      | [ 上映 130 ] |
| 秋刀魚の味 デジタル修復版                          | An Autumn Afternoon Digitally Restored Version               | 小津安二郎 | 日本   | 1962   |                                                                      | [ 上映 131 ] |

#### イベント
| イベント題 | 英語題 | 登壇者                                                                              | 備考 | 出典                |
| --- | --- | ----------------------------------------------------------------------------------- | --- | ------------------- |
| 小津安二郎生誕120年記念シンポジウム "SHOULDERS OF GIANTS"/お早よう デジタル修復版 - - 『お早よう デジタル修復版』（1959年/94分） | 120th Anniversary Ozu Yasujiro Commemorative Conversation "Shoulders of Giants" / Good Morning Digitally Restored Version                                            | ヴィム・ヴェンダース 市山尚三 クリス智子 黒沢清 ジャ・ジャンクー ケリー・ライカート | 共催: The Tokyo Toilet Art Project プロデュース: J-WAVE 協力: 松竹/川喜多記念映画文化財団/三越劇場/読売新聞社 | [ 上映 132 ]        |
| 小津安二郎生誕120年企画 "SHOULDERS OF GIANTS" J-WAVE 公開収録                                                                    | 120th Anniversary Ozu Yasujiro commemorative project: "Shoulders of Giants - Dedicated to OZU" J-WAVE Live Recording                                                 | (進行) クリス智子 (出演) 高崎卓馬 長井短 松居大悟 (ゲスト) 金延幸子 ほか            | 主催: J-WAVE 共催: The Tokyo Toilet Art Project 11月3日にJ-WAVEにて放送                                       | [ 上映 133 ] [ 44 ] |
| 小津安二郎生誕120年×三越創業350周年特別企画 音語り｜東京物語〜小津安二郎を聞く〜                                                 | Special Event in Commemoration of 120th Anniversary Ozu Yasujiro + 350th Anniversary of the Foundation of Mitsukoshi Oto-gatari, Script Reading of Ozu's Tokyo Story | 中井貴惠                                                                            | 共催: 松竹/三重県松阪市/三越伊勢丹                                                                            | [ 上映 134 ]        |

### 黒澤明の愛した映画
前回に引き続き、黒澤明監督の業績を長く後世に伝え、新たな才能を世に送り出すために世界の映画界に貢献した映画人や映画界の未来を託していきたい映画人に贈られる黒澤明賞の授与に伴い、世界のクロサワが愛した名作5本を上映する特集上映。
共催: CAPCOM
| 上映題                                      | 英語題           | 監督                     | 製作国         | 製作年 | 備考 | 出典         |
| ------------------------------------------- | ---------------- | ------------------------ | -------------- | ------ | ---- | ------------ |
| 街の灯                                      | City Lights      | チャールズ・チャップリン | アメリカ合衆国 | 1931   |      | [ 上映 135 ] |
| どん底 4Kレストア版                         | The Lower Depths | ジャン・ルノワール       | フランス       | 1936   |      | [ 上映 136 ] |
| 静かなる男                                  | The Quiet Man    | ジョン・フォード         | アメリカ合衆国 | 1952   |      | [ 上映 137 ] |
| 大人は判ってくれない 4Kデジタルリマスター版 | The 400 Blows    | フランソワ・トリュフォー | フランス       | 1959   |      | [ 上映 138 ] |
| 蜘蛛巣城                                    | Throne of Blood  | 黒澤明                   | 日本           | 1957   |      | [ 上映 139 ] |

### Amazon Prime Video テイクワン賞
Amazon Prime Videoの賛同と協賛のもとに日本映画のさらなる才能の発掘を探るべく、長編映画の上映経験のない日本在住の映画監督の15分以下の短編作品を対象とした賞である。2021年に設立され、今回で3回目となった。受賞者はPrime Videoからの賞金100万円に加え、Amazonスタジオとの長編映画製作の開発の機会を提供される。審査委員長は映画監督の行定勲監督が務め、その他の審査委員は玉城ティナ（俳優）、芦澤明子（映画監督）、森重晃（プロデューサー）、戸石紀子（Amazon スタジオプロデューサー）が務めた。
ファイナリスト８作品が映画祭で劇場上映され、クロージングセレモニーでヤン・リーピン監督の『Gone with the wind』の受賞が発表された。
協賛: Amazon Prime Video
| 上映題 | 英語題 | 監督                                                                                      | 製作国 | 備考                                         | 出典         |
| --- | --- | ----------------------------------------------------------------------------------------- | ------ | -------------------------------------------- | ------------ |
| Amazon Prime Video テイクワン賞 - 『窓辺のふたり』 - 『GIRLS BRAVO』 - 『サン・アンド・ムーン』 - 『凛として』 - 『Gone With The Wind』 - 『ビー・プリペアード』 - 『ゴミ屑と花 (short ver.)』 - 『TALK TO ME』 | Amazon Prime Video Take One Award - Two Kids in the Window - Girls Bravo - Sun & Moon - Dignifiedly - Gone with the Wind - Be Prepared - Trash and Flower (short ver.) - Talk to Me | 坂本憲翔 木口健太 岡本多緒 平田雄己 ヤン・リーピン 安村栄美 大黒友也 ジミー・ミン・シャム | 日本   | 『ゴミ屑と花』は2024年9月1日に日本で劇場公開 | [ 上映 140 ] |

### イベント

#### 国際交流基金×東京国際映画祭 co-present 交流ラウンジ
国際交流基金との共催プログラムの一環として、第33回からつづく是枝裕和監督を中心とする検討会議メンバーの企画のもと、東京に集う映画人が交流する場を用意し、彼らが語り合うトークセッション。
共催: 国際交流基金
「交流ラウンジ」検討会議メンバー
- 荒木啓子（ぴあフィルムフェスティバル ディレクター）
- 石坂健治（東京国際映画祭 シニア・プログラマー/日本映画大学 教授）
- 市山尚三（東京国際映画祭 プログラミング・ディレクター）
- 是枝裕和（映画監督）
- 土田環（山形国際ドキュメンタリー映画祭 プログラムコーディネーター/早稲田大学講師（専任））
- 福間美由紀（株式会社分福 プロデューサー）

| イベント題                                                 | 英語題                                                              | 登壇者                                                             | 備考                              | 出典         |
| ---------------------------------------------------------- | ------------------------------------------------------------------- | ------------------------------------------------------------------ | --------------------------------- | ------------ |
| トラン・アン・ユン マスタークラス                          | Tran Anh Hung Masterclass                                           | トラン・アン・ユン (モデレーター) 田中文人                         | YouTube公式チャンネルにて無料公開 | [ 上映 141 ] |
| チャン・イーモウ マスタークラス                            | Zhang Yimou Masterclass                                             | チャン・イーモウ (モデレーター) 石坂健治                           | YouTube公式チャンネルにて無料公開 | [ 上映 142 ] |
| Nippon Cinema Now トークセッション「私たちの映画の作り方」 | Nippon Cinema Now Talk Session: How we make films                   | 井口奈己 瑚海みどり 山崎エマ 澤寛 戸田彬弘 (モデレーター) 市山尚三 | YouTube公式チャンネルにて無料公開 | [ 上映 143 ] |
| 山田洋次 × グー・シャオガン 対談                           | Discussion with Yamada Yoji (Filmmaker) and Gu Xiaogang (Filmmaker) | 山田洋次 グー・シャオガン                                          | YouTube公式チャンネルにて無料公開 | [ 上映 144 ] |
| ヤンヨンヒ × モーリー・スリヤ 対談                         | Julie Taymor and YUKISADA Isao                                      | ヤンヨンヒ モーリー・スリヤ (モデレーター) 田中文人                | YouTube公式チャンネルにて無料公開 | [ 上映 145 ] |
| アジア映画学生交流プログラム                               | Asian Film Student Exchange Program                                 | 是枝裕和 (モデレーター) 土田環                                     | YouTube公式チャンネルにて無料公開 | [ 上映 146 ] |

## 審査員
コンペティション
- ヴィム・ヴェンダース ( ドイツ/映画監督) 審査員長
- アルベルト・セラ（英語版） ( スペイン/映画監督)
- 國實瑞惠 ( 日本/プロデューサー)
- チャン・ティ・ビック・ゴック ( ベトナム/プロデューサー)
- チャオ・タオ ( 中国/俳優・プロデューサー)

アジアの未来
- マーク・ノーネス ( アメリカ合衆国/ミシガン大学教授・アジア映画研究家)
- レイモンド・レッド ( フィリピン/映画監督)
- 武井みゆき ( 日本/配給会社ムヴィオラ代表)

Amazon Prime Videoテイクワン賞
- 行定勲 ( 日本/映画監督) 審査員長
- 玉城ティナ ( 日本/俳優)
- 芦澤明子 ( 日本/撮影監督)
- 森重晃 ( 日本/プロデューサー)
- 戸石紀子 ( 日本/Amazon Studio プロデューサー)

エシカル・フィルム賞
- 水野誠一 ( 日本/a・unエシカル百科店 スーパーバイザー/supervisor、元西武百貨店社長)
- 坂口真生 ( 日本/a・unエシカル百科店 エシカルプロデューサー/ethical producer)
- 工藤里紗 ( 日本/テレビ東京 制作局 クリエイティブ制作チーム チーフ・プロデューサー)
- 渡辺一正 ( 日本/住友商事執行役員・メディア事業本部長)

## プログラミング・ディレクター ・作品選定コミッティメンバー
- プログラミング・ディレクター[30]
  - プログラミング・ディレクター: 市山尚三
  - シニア・プログラマー: 石坂健治
  - 「ジャパニーズ・アニメーション」部門 プログラミング・アドバイザー: 藤津亮太
- 第36回東京国際映画祭 作品選定アドバイザリーボード[30]
  - 安藤紘平 (早稲田大学名誉教授)
  - 金原由佳 (映画ジャーナリスト)
  - 関口裕子 (映画ジャーナリスト)
- その他
  - チェアマン: 安藤裕康[53]
  - フェスティバル・ナビゲーター: 安藤桃子[5][54]

## 受賞結果
11月1日にTOHOシネマズ日比谷で行われたクロージングセレモニーにて各賞が発表された。
コンペティション
- 東京グランプリ/東京都知事賞 – 『雪豹（英語版）』 - ペマ・ツェテン
- 審査委員特別賞 – 『タタミ（英語版）』 - ザール・アミール（英語版）、ガイ・ナッティヴ（英語版）
- 最優秀監督賞 – 岸善幸 - 『正欲』
- 最優秀女優賞 – ザル・アミール - 『タタミ』
- 最優秀男優賞 – ヤスナ・ミルターマスブ - 『ロクサナ』
- 最優秀芸術貢献賞 – 『ロングショット』 - ガオ・ポン
- 観客賞 – 『正欲』 - 岸善幸

アジアの未来
- アジアの未来 作品賞 – 『マリア』 - メヘディ・アスガリ・アズガディ

Amazon Prime Video テイクワン賞
- Amazon Prime Video テイクワン賞 – 『Gone With The Wind』 - ヤン・リーピン
- Amazon Prime Video テイクワン賞 審査委員特別賞 – 『ビー・プリペアード』 - 安村栄美

エシカル・フィルム賞
- エシカル・フィルム賞[10] – 『20000種のハチ (仮題)（英語版）』 - エスティバリス・ウレソラ・ソラグレン（英語版）

その他
- 特別功労賞[12] – チャン・イーモウ ( 中国/映画監督)
- 黒澤明賞[11] – グー・シャオガン（中国語版） ( 中国/映画監督)、モーリー・スリヤ（英語版） ( インドネシア/映画監督)